# Баудойн (Мен)
Баудойн (англ. Bowdoin) — місто (англ. town) в США, в окрузі Саґадагок штату Мен. Населення — 3136 осіб (2020).

## Демографія
Згідно з переписом 2010 року, у місті мешкала 3061 особа в 1143 домогосподарствах у складі 867 родин. Було 1202 помешкання
Расовий склад населення:
| - 96,9 % — білих - 0,5 % — чорних або афроамериканців - 0,5 % — азіатів - 0,4 % — корінних американців - 0,1 % — вихідців з тихоокеанських островів |

До двох чи більше рас належало 1,4 %. Частка іспаномовних становила 0,5 % від усіх жителів.
За віковим діапазоном населення розподілялося таким чином: 24,0 % — особи молодші 18 років, 66,6 % — особи у віці 18—64 років, 9,4 % — особи у віці 65 років та старші. Медіана віку мешканця становила 40,4 року. На 100 осіб жіночої статі у місті припадало 103,7 чоловіків;  на 100 жінок у віці від 18 років та старших — 101,1 чоловіків також старших 18 років.
Середній дохід на одне домашнє господарство  становив 69 608 доларів США (медіана — 55 363), а середній дохід на одну сім'ю — 76 667 доларів (медіана — 60 842). Медіана доходів становила 42 321 долар для чоловіків та 37 101 долар для жінок. За межею бідності перебувало 7,9 % осіб, у тому числі 16,1 % дітей у віці до 18 років та 0,5 % осіб у віці 65 років та старших.
Цивільне працевлаштоване населення становило 1853 особи. Основні галузі зайнятості: освіта, охорона здоров'я та соціальна допомога — 26,1 %, будівництво — 16,2 %, роздрібна торгівля — 15,2 %.